# Los Valdecolmenas
Los Valdecolmenas è un comune spagnolo di 114 abitanti situato nella comunità autonoma di Castiglia-La Mancia.